# Hiroyuki Dobashi
Hiroyuki Dobashi (土橋 宏由樹 Dobashi Hiroyuki?, nacido el 27 de noviembre de 1977 en Yamanashi) es un exfutbolista japonés. Jugaba de centrocampista y su último club fue el AC Nagano Parceiro de Japón.

## Trayectoria

### Clubes
| Club                | País  | Año         |
| ------------------- | ----- | ----------- |
| Ventforet Kofu      | Japón | 1998 - 2005 |
| Matsumoto Yamaga FC | Japón | 2006 - 2007 |
| AC Nagano Parceiro  | Japón | 2008 - 2011 |